# Quando m'innamoro
Quando m'innamoro  è un brano musicale composto da Daniele Pace, Mario Panzeri e Roberto Livraghi. Si qualificò al 6º posto del Festival di Sanremo 1968 nell'interpretazione di Anna Identici in abbinamento a The Sandpipers.

## Classifiche
Il singolo della Identici raggiunse l'8º posto nella hit parade dei più venduti in Italia.

## Cover
- 1968 - Gigliola Cinquetti singolo (CBS - 3342); album Os grandes sucessos de Gigliola Cinquetti (Epic Records - 44011)
- 1968 - Lionel Hampton e i suoi solisti in Tutto San Remo '68 (Company Discografica Italiana – CALP 2043)
- 1968 - Anna-Lena Löfgren in svedese con il titolo Sommaren det hände (45 giri), testo di Bo Goran Edling (Metronome - J 45); album del 1970  Minns du dè? (Metronome - J 45)
- 1968 - Engelbert Humperdinck singolo col titolo A Man Without Love (Decca Records - F.12770), testo di Barry Mason; album  del 1977 20 Great Hits (Parrot – NC 478).[3] Nel 2005 questa versione fu inserita nella colonna sonora del film Romance & Cigarettes.[4][5]
- 1968 - In portoghese (EP) con il titolo "Quando Me Enamoro" brano cantato dalla portoghese Simone de Oliveira (Decca Records – PEP 1250); doppio album del 2008 Perfil  (iPlay – IPV 1438 2)
- 1968 - Fu tradotto anche in spagnolo con il titolo Cuando me enamoro interpretato da Angélica María (RCA Victor, 76-2597) ed inserita nell'album Cuando me enamoro (RCA Victor, MKE 1040);[6]
- 1969 - Vico Torriani incide una cover inserita nell'album Buona sera, Vico! (Philips, 844 368 PY), pubblicato in Germania ed Austria.
- 1969 - Ray Conniff e coro in spagnolo Cuando me enamoro, testo di Barry Mason, per l'album Yo te amo... Yo tampoco  (CBS – 8.987).
- 1975 - Angela Luce nell'album Angela Luce (Hello Records – LP 1050)
- 1989 - Julio Iglesias album Latinamente (CBS – 465374 1).
- 1999 - Al Bano Carrisi album Volare (WEA – 3984 27828-4), pubblicato in Germania
- 2006 - Andrea Bocelli in Amore canta in spagnolo (Sugar Music - 3312098 020)
- 2012 - In olandese con il titolo "Geef me al jouw dromen" brano cantato dal belga Frank Galan ed inserito nell'album "Mooier dan woorden" (ARS Entertainment – 2795032)[7]
- 2022 -Il brano in inglese è la sigla finale dell'ultimo episodio della prima stagione di Moon Knight della Disney.
- In giapponese, con il titolo Ai no hana saku toki (愛の花咲くとき);[8]
- In francese, con il titolo Comment te dire, inciso da Gigliola Cinquetti (lato B del suo disco del festival di Sanremo 1968, Le Soir)